# Hogna enecens
Hogna enecens este o specie de păianjeni din genul Hogna, familia Lycosidae, descrisă de Roewer, 1959.
Este endemică în Kenya. Conform Catalogue of Life specia Hogna enecens nu are subspecii cunoscute.